# Prognostic
Prognostic is een studioalbum annex verzamelalbum van Strawbs. Het bevat voor het grootste deel heropgenomen muziek binnen het genre progressieve rock. De laatste vier tracks dateren van veel oudere datum.

## Musici
- Dave Cousins – zang, gitaar (alle tracks)
- Andy Richards – toetsinstrumenten (track 1, 3, 4)
- Chas Cronk - basgitaar (tracks 1, 2, 3, 4, 9)
- Jo Partridge – gitaar (tracks 1, 4)
- Tony Fernandez – slagwerk (tracks 1, 3, 4, 9)
- John Hawken – toetsinstrumenten (track 2)
- Dave Lambert – gitaar (tracks 2, 3,  9), achtergrondzang (track 7)
- Rod Coombes – slagwerk (track 2)
- Conny Conrad – gitaar, basgitaar (track 5)
- Rick Wakeman – piano (track 5, 7)
- Tony Hooper – akoestische gitaar (track 6, 8)
- Brian Willoughby – gitaar (track 6)
- Chris Parren – toetsinstrumenten (track 6)
- Rod Demick – basgitaar (track 6)
- Richard Hudson – slagwerk (track 6, 8)
- Miller Anderson – gitaar (track 7)
- Roger Glover – basgitaar (track 7)
- Jon Hiseman – slagwerk (track 7)
- Blue Weaver – toetsinstrumenten (track 8)
- John Ford – basgitaar (track 8)
- John Young – toetsinstrumenten (track 9)

## Muziek
| Nr. | Titel                                                                 | Duur  |
| --- | --------------------------------------------------------------------- | ----- |
| 1.  | Heartbreak Hill                                                       | 7;25  |
| 2.  | Through Aphrodite’s eyes                                              | 7:17  |
| 3.  | Something for nothing                                                 | 7:13  |
| 4.  | Starting over                                                         | 10:29 |
| 5.  | Deep in the darkest night                                             | 6:03  |
| 6.  | The river, Down by the sea (opname 1990)                              | 9:35  |
| 7.  | Blue angel (opname 1972)                                              | 9:29  |
| 8.  | Tomorrow (opname 1971)                                                | 4:29  |
| 9.  | Lay a little light on me, Hero’s theme, Round and round (opname 2010) | 8:27  |